# 奥尔普-若什
奥尔普-若什（法語：Orp-Jauche，法語發音：[ɔʁp ʒoʃ]，荷蘭語發音：[ˈaːdɔrp ˈɣeːtə(n)] ⓘ）是比利时瓦隆大区瓦隆布拉班特省的一个市镇，通行法语，是比利时法语社群的一部分，面积50.50平方千米，人口8,856人（2018年1月1日）。